# Limnophila (Limnophila) nitidiceps
Limnophila (Limnophila) nitidiceps is een tweevleugelige uit de familie steltmuggen (Limoniidae). De soort komt voor in het Australaziatisch gebied.